# Dipaculao (Aurora)
Dipaculao is een gemeente in de Filipijnse provincie Aurora op het eiland Luzon. Bij de laatste census in 2007 had de gemeente bijna 25 duizend inwoners.

## Geografie

### Bestuurlijke indeling
Dipaculao is onderverdeeld in de volgende 25 barangays:
| - Bayabas - Borlongan - Buenavista - Calaocan - Diamanen - Dianed - Diarabasin - Dibutunan - Dimabuno - Dinadiawan - Ditale - Gupa - Ipil | - Laboy - Lipit - Lobbot - Maligaya - Mijares - Mucdol - North Poblacion - Puangi - Salay - Sapangkawayan - South Poblacion - Toytoyan |

## Demografie
Dipaculao had bij de census van 2007 een inwoneraantal van 24.882 mensen. Dit zijn 1.818 mensen (7,9%) meer dan bij de vorige census van 2000. De gemiddelde jaarlijkse groei komt daarmee uit op 1,05%, hetgeen lager is dan het landelijk jaarlijks gemiddelde over deze periode (2,04%). Vergeleken met de census van 1995 is het aantal mensen met 3.838 (18,2%) toegenomen.

De bevolkingsdichtheid van Dipaculao was ten tijde van de laatste census, met 24.882 inwoners op 361,64 km², 68,8 mensen per km².